# Okopy (województwo łódzkie)
Okopy – kolonia w Polsce, w woj. łódzkim, w pow. sieradzkim, w gminie Sieradz, w pobliżu lewego brzegu koryta Warty, na niewielkiej wydmie, znajdują się relikty dawnego grodu.
Do 2023 miejscowość była częścią wsi Bobrowniki.
W latach 1975–1998 Okopy należały administracyjnie do województwa sieradzkiego.
Grodzisko odkryte zostało przez Zdzisława Rajewskiego, który w 1929 r. przeprowadzał wraz z Akademickim Kołem Poznańskiego Towarzystwa Prehistorycznego badania powierzchniowe nad Wartą. W wyniku badań przeprowadzonych przez archeologów w następnych latach ustalono, że był tu gród jednoczłonowy, otoczony wysokim na kilka metrów wałem o konstrukcji izbicowo-przekładniowej, z dwiema przerwami zwanymi "bramami". Cokół wału miał szerokość ok. 10 m. Składał się od strony wewnętrznej z prostokątnych izbic o długości do 5 m, wypełnionych ziemią i kamieniami, a od strony zewnętrznej zbudowany był z warstw bali przesypanych ziemią. Tego rodzaju konstrukcja wału wykształciła się pod koniec X w. i trwała do przełomu XIII/XIV w. Datowanie to potwierdza znaleziona tu ceramika – ręcznie lepiona, lecz już obtaczana na kole garncarskim. Na południe od grodziska stwierdzono istnienie otwartego podgrodzia, egzystującego do upadku grodu. Gród musiał mieć drugorzędne znaczenie w systemie grodów Polski środkowej. Nieznani są jego użytkownicy. Nieznane są również relacje Okopów z grodem w Strońsku, który znajdował się w tym samym czasie po drugiej stronie rzeki. Dzisiejsze Okopy stanowią część wsi Bobrowniki i pojawiły się na mapie dopiero w 1892 r., gdy Towarzystwo Chłopów Pstrokonie odkupiło tę ziemię wraz z grodziskiem od niejakiego Świniarskiego i spowodowało sporządzenie planu gruntów, w następstwie czego powstały tu gospodarstwa, które w znacznej części zniszczyły obiekt.

## Literatura
- Kamińska J., Grodzisko w Okopach pow. Sieradz, [w:] Prace i Materiały Muzeum Archeologicznego i Etnograficznego w Łodzi, 1959, t. 5,
- Urbański M., Wczesnośredniowieczne grodzisko w Okopach, Na sieradzkich szlakach 2/1988, s. 18-19.